# Bloomsbury (London)
Bloomsbury er et district i Londons West End , kends som et fashionabelt boligområde og hjemsted for adskillige kulturelle og undervisningsinstitutioner. Det omgives af Fitzrovia mod vest, Covent Garden mod syd, Regent's Park og St. Pancras mod nord, og Clerkenwell mod øst.
Bloomsbury er hjemsted for British Museum, det største museum i United Kingdom, og undervisninginstitutioner som University College London, University of London, New College of the Humanities, University of Law, Royal Academy of Dramatic Art, og mange andre. Bloomsbury er også kendt som hjemsted for Bloomsbury Publishing, som udgav Harry Potterserien, og Bloomsburygruppen, der var en gruppe britiske intellektuelle som fra ca. 1905 frem til anden verdenskrig dannede en uformel kreds med betydelig indflydelse på kulturlivet. Gruppen talte bl.a. Virginia Woolf og økonomen John Maynard Keynes.